# Unie van Islamitische Rechtbanken
De Unie van Islamitische Rechtbanken (Engels: Islamic Courts Union, Somalisch: Midowga Maxkamadaha Islaamiga, Arabisch: اتحاد المحاكم الإسلامية Ittihād al-mahākim al-islāmiyya) zijn een groep shariarechtbanken die zich onder leiding van Sjeik Sharif Ahmed hebben gegroepeerd om het te kunnen opnemen tegen de Somalische krijgsheren en de in Baidoa gevestigde Somalische overgangsregering. 

## Oorsprong
Oorspronkelijk bestonden deze rechtbanken slechts in een paar wijken van de hoofdstad Mogadishu, en beperkten zich tot het gebied van een subclan van de Hawiye. Ze waren opgericht door islamitische zakenmannen in een poging de criminaliteit en chaos in de stad te bestrijden. De rechtbanken hadden een eigen gewapende militie om de vonnissen te kunnen afdwingen indien nodig. Gaandeweg gingen de rechtbanken in de verschillende stadsdelen steeds meer samenwerken, en ontstond er een overkoepelende organisatie.
De wijze waarop deze rechtbanken de sharia toepasten verschilde per rechtbank. Sommige rechtbanken waren liberaal, anderen extreem conservatief. Hoewel er gevallen bekend zijn van lijfstraffen voor het kijken naar Bollywood- en Westerse films, geldt de UIR als minder radicaal dan bijvoorbeeld de Taliban. Daarbij verschilde zoals eerder vermeld de interpretatie van de sharia per rechtbank.
Toen sommige rechtbanken radicaliseerden en behalve het brengen van orde en rust ook begonnen te streven naar de vestiging van een islamitische staat, beschuldigden de krijgsheren hen van banden met Al-Qaida. Dat was voor de Verenigde Staten aanleiding om de krijgsheren van financiële steun te voorzien in hun strijd tegen de UIR.
De UIR zou worden gefinancierd door rijke individuen uit Saoedi-Arabië en de Golfstaten.
Van de zomer van 2006 tot eind 2006 controleerden ze bijna volledig Somalië en de grote meerderheid van haar populatie, waaronder belangrijke steden als Jowhar, Kismayo, Beledweyne en de hoofdstad Mogadishu. Enkel de noordelijke regio’s die zich eerder van Somalië hadden afgescheiden (Puntland, Somaliland), en enkele gebieden in het zuiden werden niet door hen gecontroleerd. In december 2006 verloor de UIR snel grondgebied na nederlagen in de gevechten van Baidoa, Bandiradley en Beledweyne tegen de troepen van de internationaal erkende regering en Ethiopische troepen, waarop ze zich terugtrokken naar de hoofdstad Mogadishu. Op 28 december ontvluchtten zij Mogadishu en lieten ze de stad in chaos achter terwijl ze naar Kismayo trokken. Hierop namen de regeringstroepen en de Ethiopische troepen de hoofdstad in. Na het gevecht van Jilib ontvluchtte de UIR Kismayo op 1 januari 2007. Nu de UIR ontdaan is van haast haar volledige grondgebied speculeert men dat de moslimstrijders zullen terugvallen op een guerrillastrijd tegen de overheid.
De UIR heeft zich in september 2007 in Asmara verbonden met andere oppositiegroeperingen in de Alliantie voor de Herbevrijding van Somalië. Deze Alliantie spleet uiteen toen op 9 juni 2008 een vredesakkoord met de voorlopige regering werd gesloten. De UIR sloot vrede met de voorlopige regering, maar radicalere groeperingen zoals Al-Shabaab en Hizbul Islam splitsten zich af en zetten de strijd voort.

## Organisatie
Het is erg moeilijk iets over de organisatie van de UIR te zeggen gezien de sterk veranderende omstandigheden. Anno 2006 was deze in grote lijnen als volgt.
Een overkoepelende organisatie is uiteindelijk in het leven geroepen om het UIR in een coherente organisatie om te vormen. Een Hooggerechtshof van Benadir werd gevormd, waarin de meest ervaren rechters zitting hadden. De taak van dit Hooggerechtshof was, naast rechtspraak, eveneens bestuur en externe relaties. Tevens gaf het Hooggerechtshof leiding aan de milities. Sharif Sheikh Ahmed fungeerde als voorzitter van het Hooggerechtshof. Een raadgevende soera kon de beslissingen van het Hooggerechtshof goed- dan wel afkeuren, en vormde met Sheikh Hassan Aweys aan het hoofd een belangrijke macht binnen de UIR. Ahmed en Aweys golden als de machtigste mannen binnen de UIR.
Naast de milities was er ook een jeugdorganisatie, Al-Shabaab. De Shabaab gold als een min of meer onafhankelijke jeugdbeweging onder de UIR-paraplu, en opereerde dan ook vrijwel zelfstandig. De Shabaab had daarbij banden met de milities en gold als een soort 'revolutionaire garde' van de UIR. De Shabaab was betrokken bij een aantal incidenten, zoals het mishandelen van te 'uitdagend' geklede jongeren, ontvoering van journalisten, en het vermoorden van gewonde Juba Valley Alliance soldaten in een militair ziekenhuis. De UIR heeft altijd enigszins hiermee in zijn maag gezeten, en heeft zijn excuses aangeboden voor deze incidenten. Desalniettemin werden ze door tegenstanders van de UIR aangegrepen om de beweging als een 'Somalische Taliban' af te schilderen.

## Conflicten
Begin 2006 begonnen de krijgsheren een gewapend conflict met de UIR. Zij werden echter een voor een uitgeschakeld, en hun gebieden en aanhangers ingelijfd. In de loop van de zomer hadden de rechtbanken de controle over heel Mogadishu, en begonnen ze van daaruit met de verovering van de zuidelijke kustgebieden. De semi-onafhankelijke gebieden Jubaland en Galmudug werden onder de voet gelopen. Ook Jowhar, het laatste bolwerk van de uitgeweken krijgsheren, werd bezet. Eind 2006 waren alleen Somaliland, Puntland en de zuidelijke binnenlanden nog niet in hun handen.
De bevolking van Somalië juichte de opmars toe omdat ze de oorlog moe waren. De UIR bracht een zekere mate van stabiliteit. De UIR organiseerde een grote vuilnisophaalcampagne in Mogadishu. Ook werden het vliegveld en de haven heropend. Alle lagere islamitische rechtbanken werden verder ondergeschikt gemaakt aan het pas opgerichte Hooggerechtshof van Benadir. Verder maakte de UIR een eind aan piraterij tegen de internationale scheepvaart. Ook werd de handel in sigaretten en qat verboden.
Sheik Hassan Dahir Aweys verklaarde echter openlijk dat hij zijn 'broeders in Ethiopië en Kenia' wilde bevrijden, en dat hij daarbij 'geen steen op de andere wilde laten'. Dit werd gezien als een aankondiging met geweld een Groot-Somalië te willen stichten.
Ethiopië maakte zich ongerust over de opmars van de UIR, en stuurde troepen (volgens Ethiopië slechts militaire adviseurs) de grens over om de Somalische overgangsregering te beschermen. In een reactie hierop omsingelden milities van de UIR de stad Baidoa (waar de internationaal erkende Somalische regering zetelde) en dreigden met een aanval als de Ethiopische troepen zich niet terugtrekken. Vervolgens opende Ethiopië een groots offensief, waarna een groot deel van het land in handen van Ethiopië en de met Ethiopië samenwerkende Somalische regering viel. Op 28 december 2006 werd de Unie uit de hoofdstad verjaagd.
De Unie van Islamitische Rechtbanken heeft haar regering in ballingschap te Asmara (de hoofdstad van Eritrea) geïnstalleerd. Na vredesbesprekingen heeft de gematigde vleugel zich echter aangesloten bij de regering, waarna Sharif Sheikh Ahmed tussen 2009 en 2012 zelfs president van Somalië was. De radicalere elementen, waaronder Shabaab, hebben deze vrede echter verworpen en zetten samen met Hizbul Islam en buitenlandse moedjahedienstrijders de strijd voort.